# Станіславув (гміна Опорув)
Станіславув (пол. Stanisławów) — село в Польщі, у гміні Опорув Кутновського повіту Лодзинського воєводства.
Населення — 129 осіб (2011).
У 1975-1998 роках село належало до Плоцького воєводства.

## Демографія
Демографічна структура станом на 31 березня 2011 року:
|          | Загалом | Допрацездатний вік | Працездатний вік | Постпрацездатний вік |
| -------- | ------- | ------------------ | ---------------- | -------------------- |
| Чоловіки | 66      | 9                  | 48               | 9                    |
| Жінки    | 63      | 13                 | 36               | 14                   |
| Разом    | 129     | 22                 | 84               | 23                   |